# TT176
| wsr | HAt · t · Z1 |

| wsr | HAt · t · Z1 |

TT176 (Theban Tomb 176) è la sigla che identifica una delle Tombe dei Nobili ubicate nell’area della cosiddetta Necropoli Tebana, sulla sponda occidentale del Nilo dinanzi alla città di Luxor, in Egitto. Destinata a sepolture di nobili e funzionari connessi alle case regnanti, specie del Nuovo Regno, l'area venne sfruttata, come necropoli, fin dall'Antico Regno e, successivamente, sino al periodo Saitico (con la XXVI dinastia) e Tolemaico.

## Titolare
TT176 era la tomba di:
| Titolare | Titolo                         | Necropoli | Dinastia/Periodo                            | Note                                                          |
| -------- | ------------------------------ | --------- | ------------------------------------------- | ------------------------------------------------------------- |
| Userhet  | Servo di Amon dalle mani nette | El-Khokha | XVIII dinastia (Amenhotep II-Thutmosi IV ?) | accesso dalla TT177; circa 80 m a ovest della casa dell'Omdeh |

## Biografia
Il nome del titolare venne identificato solo nel 1972: non Amon-Userhat, come sino allora si era creduto, ma solo Usarhat giacché la parola "Amon", interpretata come facente parte del nome era, invece, parte del titolo. La tomba, tuttavia, continua ad essere indicata anche come tomba di Amon-Userhat. Il titolo, "servo dalle mani nette di Amon" è raramente attestato, tuttavia si sottolinea il fatto che il titolare, benché membro di uno dei livelli più bassi della gerarchia di Corte, meritasse il privilegio di disporre di una tomba nell'area. Nessuna notizia biografica ricavabile anche a causa dei danneggiamenti intervenuti nel XIX secolo.

## La tomba
TT176 è costituita da un'unica sala rettangolare irregolare cui si accede attraverso un corridoio che collega questa sepoltura alla vicina TT177. L'accesso originario della TT176 è oggi sepolto e le due tombe (la seconda delle quali risale alla XIX dinastia) erano originariamente separate, la parete divisoria venne abbattuta forse durante il XIX secolo dalla popolazione locale, danneggiando le decorazioni parietali, per adattare i locali ad abitazione o a stalle. Il Service des Antiquités, considerando il danno ormai già fatto, non ritenne necessario proseguire nella ricerca e scavo dell'ingresso originario di TT176 facendo della vicina TT177, di fatto, una sorta di anticamera della prima
Sulle pareti del corridoio, là ove sarebbe dovuto trovarsi l'ingresso (1/nero in planimetria) si trovano i resti di una rappresentazione del defunto; seguono (2), su quattro registri sovrapposti, barche con dolenti, uomini che trasportano grano e scene del pellegrinaggio ad Abido. Poco oltre (3), su due registri, liste rituali, preti che purificano il defunto e portatori di offerte. Su altra parete (4) resti di dipinti con ospiti e portatori di offerte; poco oltre (5), su due registri, resti di scene di banchetto con fanciulle con scacciamosche e due danzatrici; una fanciulla offre cibi al defunto e alla moglie. Oltre il corridoio che congiunge alla TT177 (6), una scena con tre divinità femminili. Un andito, sulle cui pareti (7) sono rappresentati il dio Anubi, quale sciacallo, e preti che officiano cerimonie funebri sul defunto, immette in una nicchia (8) priva di decorazione, ma con testi do offertorio, che doveva contenere la statua del defunto.

### Annotazioni
1. ↑  La numerazione dei locali e delle pareti segue quella di Porter e Moss 1927, p. 282.
2. ↑  La prima numerazione delle tombe, dalla numero 1 alla 253, risale al 1913 con l’edizione del "Topographical Catalogue of the Private Tombs of Thebes" di Alan Gardiner e Arthur Weigall. Le tombe erano numerate in ordine di scoperta e non geografico; ugualmente in ordine cronologico di scoperta sono le tombe dalla 253 in poi.
3. ↑  I campi della Duat, ovvero l'aldilà egizio, si trovavano, secondo le credenze, proprio sulla riva occidentale del grande fiume.
4. ↑  Nella sua epoca di utilizzo, l'area era nota come "Quella di fronte al suo Signore" (con riferimento alla riva orientale, dove si trovavano le strutture dei Palazzi di residenza dei re e i templi dei principali dei) o, più semplicemente, "Occidente di Tebe".
5. ↑  le Tombe dei Nobili, benché raggruppate in un'unica area, sono di fatto distribuite su più necropoli distinte.
6. ↑  Le note, sovente di inquadramento topografico della tomba, sono tratte dal "Topographical Catalogue" di Gardiner e Weigall, ed. 1913 e fanno perciò riferimento alla situazione dell'epoca.
7. ↑  Con il termine omdeh si indica, in Egitto, il capo-villaggio.
8. ↑  In planimetria i riferimenti alle due tombe sono differenziati in diverso colore, nero per la TT176 e rosso per la TT177.
9. ↑  Fino a tempi molto recenti, alcune delle tombe vennero adibite ad abitazioni o a pertinenze di abitazioni, come stalle, cantine, depositi e magazzini. Tale impiego, protrattosi per millenni, come è intuibile, ha ulteriormente favorito il danneggiamento di già precarie rappresentazioni parietali o, in taluni casi, ha addirittura causato la perdita o la demolizione di pareti o colonne, o pilastri.

### Fonti
1. ↑  Porter e Moss 1927,  p. 206.
2. ↑  Gardiner e Weigall 1913.
3. ↑  Donadoni 1999,  p. 115.
4. 1 2  Porter e Moss 1927, p. 281.
5. ↑  Gardiner e Weigall 1913, pp. 32-33.
6. ↑  Gardiner e Weigall 1913, p. 33.
7. ↑  Manniche 1972.
8. ↑  Porter e Moss 1927,  p. 281.
9. ↑  Calcoen 2014, pp. 66-70.
10. ↑  Calcoen 2012, pp. 66-70.
11. ↑  Porter e Moss 1927, pp. 281-283.